# Jean Ping
Jean Ping (Omboué, 24 de noviembre de 1942), es un diplomático y político gabonés. Fue elegido presidente de la Comisión de la Unión Africana el 1 de febrero de 2008 en la primera votación. Fue ministro de Estado, Ministro de Relaciones Exteriores, Cooperación y Francofonía de la República de Gabón del 25 de enero de 1999 al 6 de febrero de 2008.

## Biografía
Doctorado en Ciencias Económicas en la Universidad de París 1 Panthéon-Sorbonne. En 1972, Jean Ping trabajó en la sede de la Unesco en París y luego, desde 1978 a 1984, fue Delegado Permanente de Gabón en la misma, antes incorporarse a la política interna de su país.
Su carrera ministerial comenzó el 26 de febrero de 1990, cuando fue nombrado Ministro de Información, Correos y Telecomunicaciones y Turismo, responsable de las relaciones con el Parlamento y portavoz del gobierno.
Poco después, en abril de 1990, fue nombrado Ministro de Minas, Energía y Recursos Hidráulicos, cargo que ocupó hasta junio de 1991 y de nuevo a partir del 28 de agosto de 1992 hasta el 24 de marzo de 1994. Más tarde ocupó el puesto de Jefe del gabinete del Ministro de Asuntos Exteriores y de Cooperación, antes de convertirse, el 30 de octubre de 1994, en Ministro delegado adjunto al Ministro de Hacienda, Economía, Presupuesto y Privatización. 
En 1997 fue designado Ministro de Planificación, Medio Ambiente y Turismo de Gabón, antes de ocupar el Ministerio de Estado dentro del Ministerio de Asuntos Exteriores y de Cooperación. En 2003 fue nombrado definitivamente Ministro de Asuntos Exteriores, puesto que abandonó para ser elegido presidente de la Comisión de la Unión Africana como candidato de la Comunidad Económica de Estados del África Central (CEEAC). Jean Ping fue investido el 29 de abril de 2008, relevando en el cargo al expresidente de Malí, Alpha Oumar Konaré.